# Flourensia cajabambensis
Flourensia cajabambensis là một loài thực vật có hoa trong họ Cúc. Loài này được M.O.Dillon mô tả khoa học đầu tiên năm 1986.